# Кишинівський округ
Кишині́вський о́круг — адміністративно-територіальна одиниця Молдавської РСР, що існувала в 1952—1953 роках. Адміністративний центр — місто Кишинів.
Округ був утворений 31 січня 1952 року, коли вся територія Молдавської РСР була поділена на 4 округи.

## Адміністративний поділ
Ділився на 18 районів та 2 міста окружного підпорядкування:
- Бравіцький район[ru] — с. Бравіча
- Вадул-луй-Водський район[ru] — с. Вадул-луй-Воде
- Калараський район — м. Келераш
- Керпіненський район — с. Керпінень
- Кіперченський район[ru] — с. Кіперчень
- Кишинівський район[ru] — с. Дурлешти
- Корнештський район[ru] — с. Корнешти
- Котовський район — смт Котовське
- Кріуленський район — с. Криуляни
- Ніспоренський район — с. Ніспорени
- Оргіївський район — м. Оргіїв
- Респопенський район[ru] — с. Респопень
- Резинський район — м. Резина
- Рибницький район — м. Рибниця
- Страшенський район — с. Страшени
- Сусленський район[ru] — с. Суслень
- Теленештський район — смт Теленешти
- Унгенський район — м. Унгени
- місто Кишинів
- місто Оргіїв

15 червня 1953 року всі округи Молдавської РСР скасовано.

## Керівництво Кишинівського округу

### Голова окрвиконкому
1. Дамаскін Василь Никифорович (лютий 1952 — червень 1953)

### 1-і секретарі окружкому КП Молдавії
1. Кожухар Семен Тимофійович (лютий 1952 — 8 вересня 1952)
2. Лобачов Микола Федорович (8 вересня 1952 — червень 1953)